# Лесьни-Рув
Лесьни-Рув (пол. Leśny Rów, нім. Ivenhof) — село в Польщі, у гміні Сроково Кентшинського повіту Вармінсько-Мазурського воєводства.
Населення — 114 осіб (2011).
У 1975-1998 роках село належало до Ольштинського воєводства.

## Демографія
Демографічна структура станом на 31 березня 2011 року:
|          | Загалом | Допрацездатний вік | Працездатний вік | Постпрацездатний вік |
| -------- | ------- | ------------------ | ---------------- | -------------------- |
| Чоловіки | 56      | 7                  | 44               | 5                    |
| Жінки    | 58      | 7                  | 39               | 12                   |
| Разом    | 114     | 14                 | 83               | 17                   |